# Lend (Salzburg)
Lend ist eine Gemeinde mit 1291 Einwohnern (Stand 1. Jänner 2024) und ein Dorf im Bezirk Zell am See im Land Salzburg.

## Geografie
Lend ist die unterste zum Pinzgau gehörende Gemeinde an der Salzach. Sie liegt überwiegend auf deren Südufer. Im Norden bildet größtenteils die Salzach die Gemeindegrenze. Im Süden erstreckt es sich bis auf den Bernkogel (2325 m). Im Westen bildet die Rauriser Ache die Grenze, welche sich hier durch die Enge der Kitzlochklamm zwängt. Am Ostrand des gleichnamigen Dorfes mündet die Gasteiner Ache in die Salzach.

### Gemeindegliederung
Das Gemeindegebiet umfasst sieben Ortschaften (in Klammern Einwohnerzahl Stand 1. Jänner 2024):
- Berg (198)
- Embach (275)
- Heuberg (130)
- Lend (522)
- Teufenbach (23)
- Urbar (87)
- Winkl (56)

Die Gemeinde besteht aus den Katastralgemeinden Embach und Lend.
Bis Ende 2002 gehörte die Gemeinde zum Gerichtsbezirk Taxenbach, seit 2003 ist sie Teil des Gerichtsbezirks Zell am See.

### Nachbargemeinden
| Taxenbach |                                             | Goldegg im Pongau (JO)    |
|           | Kompassrose, die auf Nachbargemeinden zeigt | Sankt Veit im Pongau (JO) |
|           | Rauris                                      | Dorfgastein (JO)          |

## Geschichte
Im Jahr 1850 wurde die Ortsgemeinde Lend gegründet.

## Kultur und Sehenswürdigkeiten
Embach mit Maria Elend

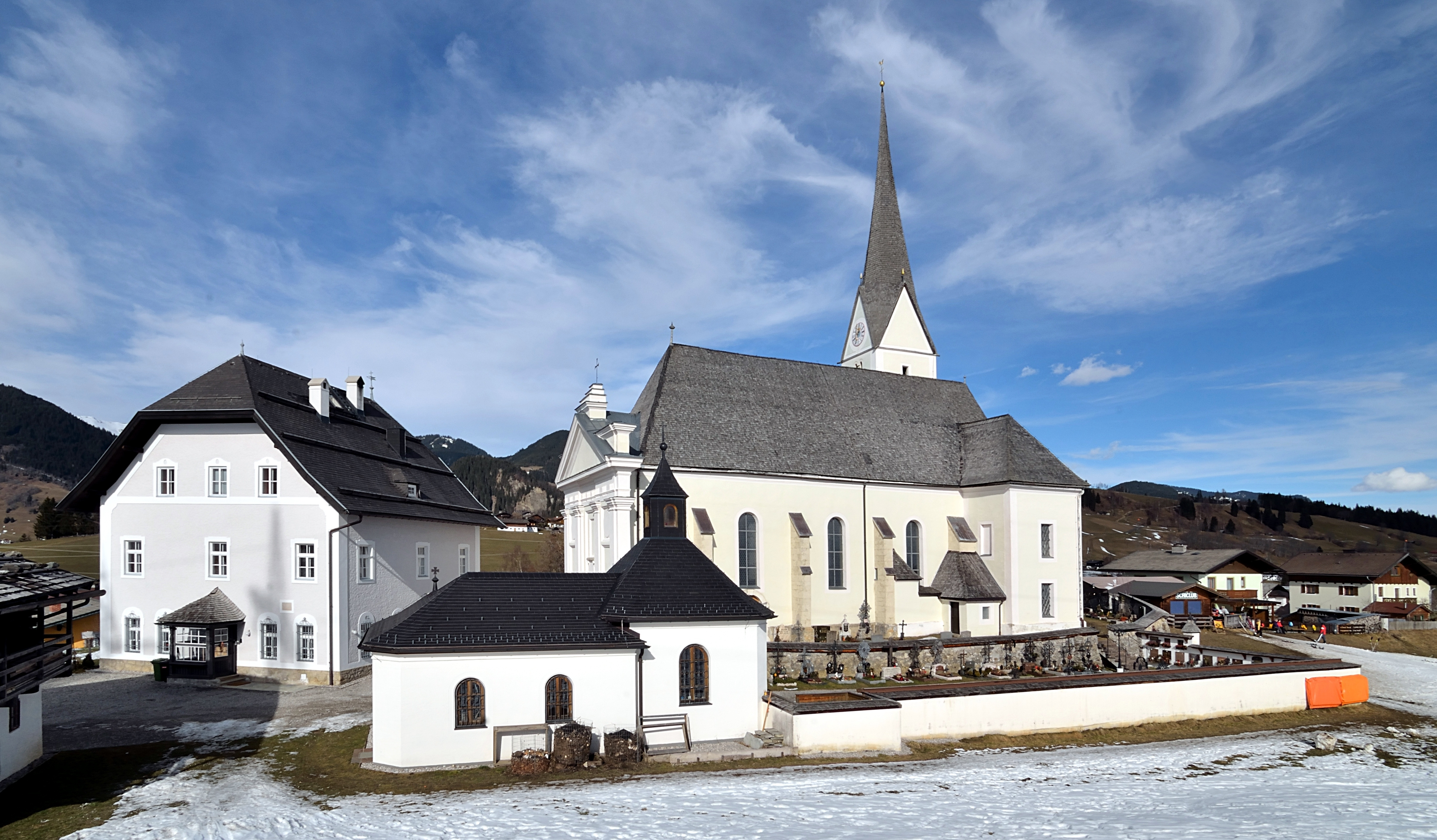
Pfarrkirche Embach

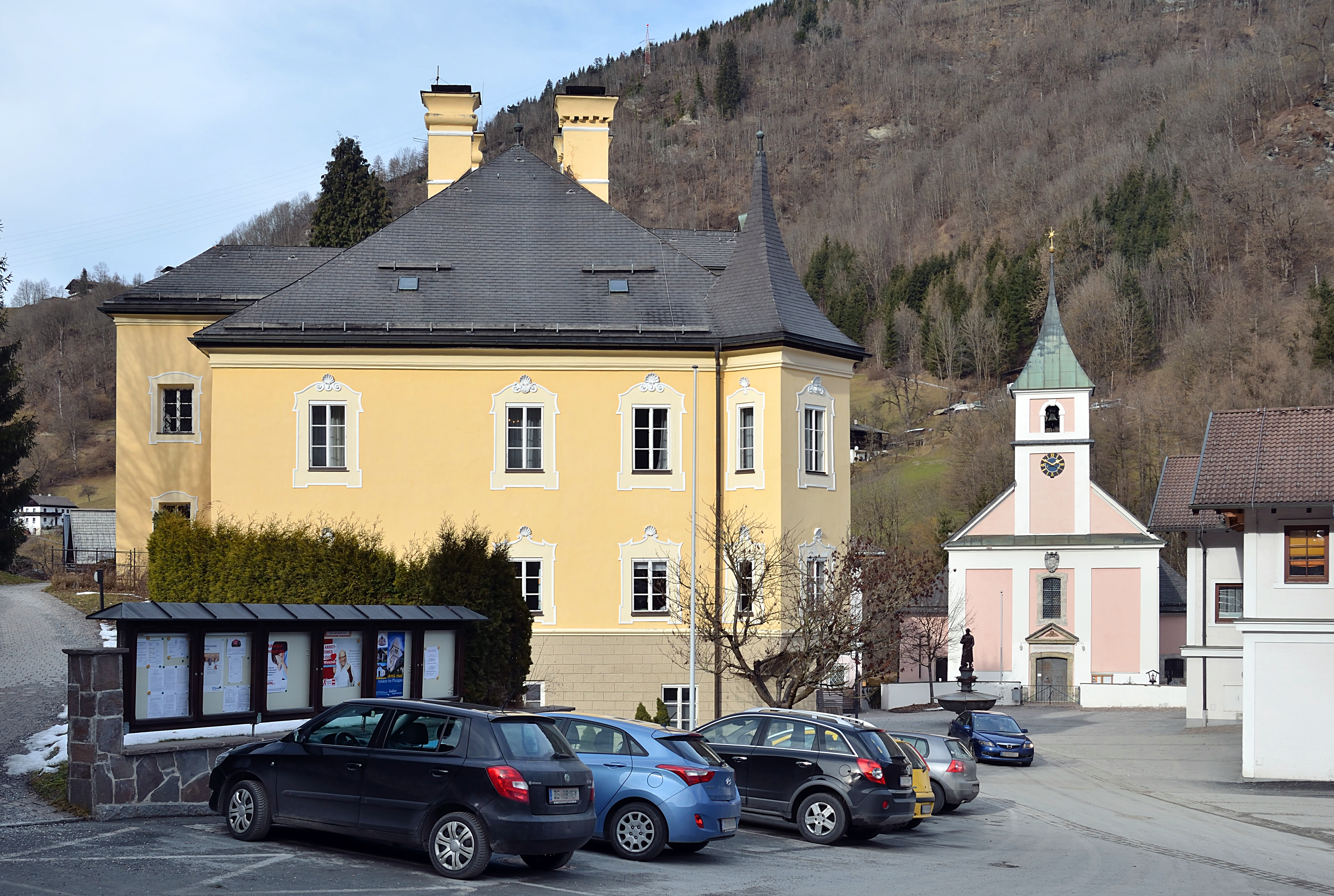
Verwesschloss und Pfarrkirche Lend

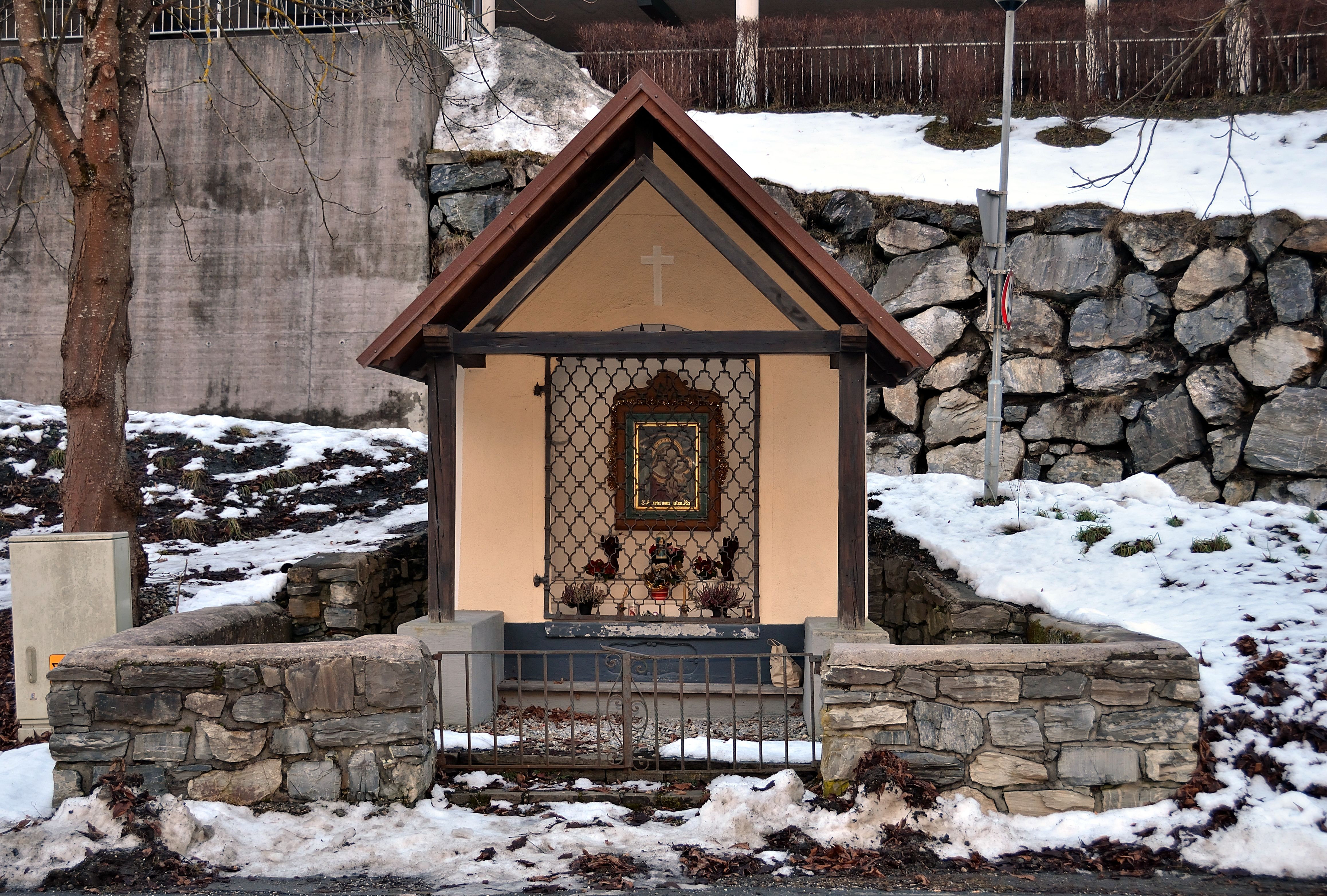
Arzhof-Kapelle

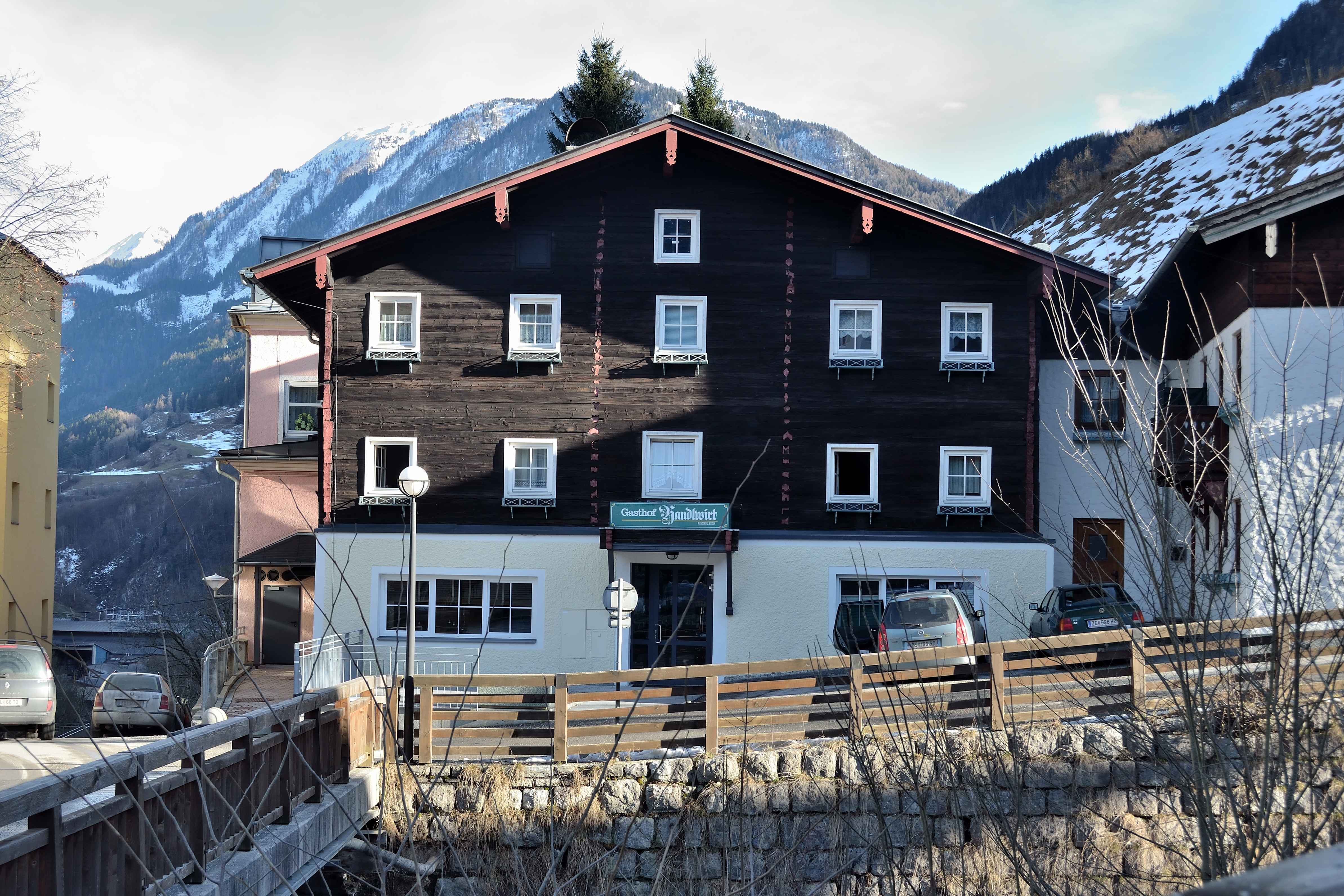
Gasthof Handlwirt mit schönem Malschrot

- Katholische Pfarrkirche Embach hl. Laurentius
- Wallfahrtskapelle Maria Elend in Winkl mit Ursprungskapelle etwas unterhalb
- Ölbergkapelle am Fußweg von Maria Elend nach Embach
- Gasthaus Oberwirt, im Kern 18. Jahrhundert, mit Stadel und Mühle

Lend
- Katholische Pfarrkirche Lend hl. Rupert
- Arzhof-Kapelle an der Bundesstraße Lend-Taxenbach
- Verwesschloss Lend, ehemaliger Wohn- und Amtssitz des erzbischöflichen Berg- und Hüttenverwalters
- Gasthaus Handlwirt, im Kern 17. Jahrhundert[3]

## Wirtschaft und Infrastruktur

### Wirtschaftssektoren
Von den landwirtschaftlichen Betrieben des Jahres 2010 wurden 21 im Haupt-, 29 im Nebenerwerb, drei von Personengemeinschaften und fünf von juristischen Personen geführt. Im Produktionssektor arbeiteten 196 Erwerbstätige im Bereich Herstellung von Waren, 103 in der Bauwirtschaft und zwei in der Energieversorgung. Die wichtigsten Arbeitgeber des Dienstleistungssektors waren die Bereiche soziale und öffentliche Dienste (82), Finanz- und Versicherungsdienstleistungen (49) und freiberufliche Dienstleistungen (46 Mitarbeiter).
| Wirtschaftssektor            | Anzahl Betriebe | Anzahl Betriebe | Erwerbstätige | Erwerbstätige |
| Wirtschaftssektor            | 2011            | 2001            | 2011          | 2001          |
| ---------------------------- | --------------- | --------------- | ------------- | ------------- |
| Land- und Forstwirtschaft 1) | 58              | 61              | 28            | 25            |
| Produktion                   | 27              | 22              | 301           | 296           |
| Dienstleistung               | 55              | 56              | 222           | 200           |

1) Betriebe mit Fläche in den Jahren 2010 und 1999

### Betriebe
- Salzburger Aluminium AG (SAG)
- Heinrich Bau GmbH
- Signatur (Moritz Weiss AG, Holz Weiss)
- Autohaus Reisinger
- Raiffeisenkasse Embach
- Sparkasse Salzburg, Filiale Lend
- Tischlerei Plaikner

### Kraftwerke
- Das Kraftwerk Klammstein nützt Wasser der Gasteiner Ache, die dafür bei der Burg Klammstein gefasst wird. Das Triebwasser fließt durch eine sichtbar verlegte Druckrohrleitung und treibt nach 163 m Fallhöhe drei Francisturbinen mit zusammen 21 MW im Krafthaus an,  das am Betriebsgelände der SAG Lend liegt.
- Die SAG verfügt daneben auch noch über das Kraftwerk Kitzloch in Taxenbach.
- Das Kleinkraftwerk Dientenbach der Österreichischen Bundesforste liegt teilweise auch im Gemeindegebiet von Dienten.[7]

### Verkehr
- Eisenbahn: An der Nordgrenze der Gemeinde verläuft die Salzburg-Tiroler-Bahn mit dem Bahnhof Lend.
- Straße: In Lend zweigt die Gasteiner Straße B167 von der Pinzgauer Straße B311 ab.

### Vereine
- Alpenverein Sektion Lend-Dienten
- D'Embacher Schnalzer
- Eisschützenverein Lend
- Eisschützenverein Embach
- Kameradschaftsbund Embach
- Kinderfreunde Lend-Embach
- Embacher Krampusrunde
- Landjugend Embach
- Orts- und Werksmusikkapelle Lend
- Schiclub Embach
- SV Lend (Sektion Tennis)
- SV Lend (Sektion Fussball)
- Trachtenmusikkapelle Embach
- Trachtenverein Klammstoana Lend

### Körperschaften
- Freiwillige Feuerwehr Lend
- Freiwillige Feuerwehr Löschzug Embach

## Politik

### Gemeinderat
| Gemeinderatswahl 2024Wahlbeteiligung: 85,7 % 6050403020100 53,9 % (+2,8 %p)46,1 % (−2,8 %p) SPÖÖVP20192024 |

Die Gemeindevertretung hat seit 2009 13 Mitglieder.
- Mit den Gemeindevertretungs- und Bürgermeisterwahlen im Land Salzburg 2004 hatte die Gemeindevertretung folgende Verteilung: 12 SPÖ und 5 ÖVP. (17 Mitglieder)
- Mit den Gemeindevertretungs- und Bürgermeisterwahlen in Salzburg 2009 hatte die Gemeindevertretung folgende Verteilung: 9 SPÖ und 4 ÖVP.[8]
- Mit den Gemeindevertretungs- und Bürgermeisterwahlen in Salzburg 2014 hatte die Gemeindevertretung folgende Verteilung: 7 SPÖ und 6 ÖVP.[9]
- Mit den Gemeindevertretungs- und Bürgermeisterwahlen in Salzburg 2019 hatte die Gemeindevertretung folgende Verteilung: 7 SPÖ und 6 ÖVP.[10]
- Mit den Gemeindevertretungs- und Bürgermeisterwahlen in Salzburg 2024 hat die Gemeindevertretung folgende Verteilung: 7 SPÖ und 6 ÖVP.[11]

|  | Hier fehlt eine Grafik, die leider im Moment aus technischen Gründen nicht angezeigt werden kann. Wir arbeiten daran! |

### Bürgermeister
- 1945–1960 Johann Richter (SPÖ)[12]
- 1961–1972 Johann Denk (SPÖ)[13]
- 1973–1993 August Primig (SPÖ)[14]
- 1993–2015 Peter Eder (SPÖ)[15]
- seit 2015 Michaela Höfelsauer (SPÖ)[16]

### Wappen
Blasonierung des 1926 verliehenen Gemeindewappens: In Silber ein durch ein Gewässer (Furt) schreitender roter Hirsch.
Das Wappen erinnert an den ursprünglichen Namen der Gegend „Hirschfurt“.

## Persönlichkeiten

### Söhne und Töchter der Gemeinde
- Hans Katschthaler (1933–2012), Landeshauptmann von Salzburg
- Jeanette Koppensteiner, ehemalige Naturbahnrodlerin (Weltmeisterin, Naturbahnrodel-Weltmeisterschaft 1990)[18][19]
- Rupert Linsinger (1897–1977), Angestellter, Buchhalter, Schriftsteller, Illustrator und Faltbootfahrer
- Fritz Macho (1899–1974), Fotograf
- Otto Raber (1900–1951), Politiker (NSDAP)
- O. P. Zier (* 1954), Schriftsteller

### Ehrenbürger
- Herbert Moritz (1927–2018), Journalist und Politiker (SPÖ)